# Estoril Open 2024 - Qualificazioni singolare
Le qualificazioni del singolare dell'Estoril Open 2024 sono state un torneo di tennis preliminare per accedere alla fase finale. I vincitori dell'ultimo turno sono entrati di diritto nel tabellone principale. In caso di ritiro di uno o più giocatori aventi diritto a questi subentrano gli alternate, coloro che vengono ammessi al tabellone principale a causa dell'assenza di un lucky loser che possa sostituire il giocatore ritirato.

## Teste di serie
1. Vít Kopřiva (ritirato)
2. Richard Gasquet (ultimo turno, lucky loser)
3. Lukáš Klein (ultimo turno)
4. Michail Kukuškin (primo turno)

1. Pablo Llamas Ruiz (qualificato)
2. Jan Choinski (qualificato)
3. Máté Valkusz (primo turno)
4. Lucas Pouille (qualificato)

## Qualificati
1. Jan Choinski
2. Lucas Pouille

1. Jaime Faria
2. Pablo Llamas Ruiz

### Lucky loser
1. Richard Gasquet

1. David Jordà Sanchis

## Tabellone

### Legenda
| - Q = Qualificato - WC = Wild card - LL = Lucky loser | - ALT = Alternate - SE = Special Exempt - PR = Protected Ranking | - w/o = Walkover - r = Ritirato - d = Squalificato |

### Sezione 1
|  | Primo turno | Primo turno     | Primo turno     | Primo turno | Primo turno |  |  | Ultimo turno | Ultimo turno | Ultimo turno | Ultimo turno | Ultimo turno |  |
|  |             |                 |                 |             |             |  |  |              |              |              |              |              |  |
|  | Alt         | Hendrik Jebens  | Hendrik Jebens  | 4           | 2           |  |  |              |              |              |              |              |  |
|  | WC          | Duarte Vale     | Duarte Vale     | 6           | 6           |  |  | WC           | Duarte Vale  | Duarte Vale  | 3            | 4            |  |
|  | WC          | Francisco Rocha | Francisco Rocha | 5           | 1           |  |  | 6            | Jan Choinski | Jan Choinski | 6            | 6            |  |
|  | 6           | Jan Choinski    | Jan Choinski    | 7           | 6           |  |  |              |              |              |              |              |  |

### Sezione 2
|  | Primo turno | Primo turno              | Primo turno              | Primo turno | Primo turno |  |  | Ultimo turno | Ultimo turno    | Ultimo turno | Ultimo turno | Ultimo turno |  |
|  |             |                          |                          |             |             |  |  |              |                 |              |              |              |  |
|  | 2           | Richard Gasquet          | Richard Gasquet          | 6           | 6           |  |  |              |                 |              |              |              |  |
|  |             | Gastão Elias             | Gastão Elias             | 3           | 2           |  |  | 2            | Richard Gasquet | 6            | 3            | 2            |  |
|  |             | Frederico Ferreira Silva | Frederico Ferreira Silva | 5           | 3           |  |  | 8            | Lucas Pouille   | 4            | 6            | 6            |  |
|  | 8           | Lucas Pouille            | Lucas Pouille            | 7           | 6           |  |  |              |                 |              |              |              |  |

### Sezione 3
|  | Primo turno | Primo turno  | Primo turno  | Primo turno | Primo turno |  |  | Ultimo turno | Ultimo turno | Ultimo turno | Ultimo turno | Ultimo turno |  |
|  |             |              |              |             |             |  |  |              |              |              |              |              |  |
|  | 3           | Lukáš Klein  | Lukáš Klein  | 6           | 6           |  |  |              |              |              |              |              |  |
|  | Alt         | Pedro Araújo | Pedro Araújo | 3           | 0           |  |  | 3            | Lukáš Klein  | 4            | 7            | 1            |  |
|  |             | Jaime Faria  | Jaime Faria  | 6           | 6           |  |  |              | Jaime Faria  | 6            | 63           | 6            |  |
|  | 7           | Máté Valkusz | Máté Valkusz | 4           | 4           |  |  |              |              |              |              |              |  |

### Sezione 4
|  | Primo turno | Primo turno         | Primo turno       | Primo turno | Primo turno |  |  | Ultimo turno | Ultimo turno        | Ultimo turno        | Ultimo turno | Ultimo turno |  |
|  |             |                     |                   |             |             |  |  |              |                     |                     |              |              |  |
|  | 4           | Michail Kukuškin    | 3                 | 6           | 4           |  |  |              |                     |                     |              |              |  |
|  |             | David Jordà Sanchis | 6                 | 2           | 6           |  |  |              | David Jordà Sanchis | David Jordà Sanchis | 2            | 62           |  |
|  |             | Eric Vanshelboim    | Eric Vanshelboim  | 1           | 0           |  |  | 5            | Pablo Llamas Ruiz   | Pablo Llamas Ruiz   | 6            | 7            |  |
|  | 5           | Pablo Llamas Ruiz   | Pablo Llamas Ruiz | 6           | 6           |  |  |              |                     |                     |              |              |  |